# Fachada de la Universidad de Salamanca
La fachada de la Universidad de Salamanca data de 1529 y pertenece al estilo plateresco, que se desarrolló en los primeros 30 años del siglo XVI. Se caracteriza por una minuciosa y abundante decoración. Para muchos, esta fachada es la obra maestra del plateresco español.

## Análisis
Está dividida en tres cuerpos.
El primero contiene el medallón de los Reyes Católicos que empuñan un cetro. En la calle central aparece un medallón que incluye la imagen de Fernando e Isabel, acompañados de un texto en griego "Los Reyes a la Universidad y la Universidad a los Reyes". Sobre sus cabezas, aparecen el yugo y las flechas de los Reyes Católicos.
En el segundo cuerpo vemos tres escudos: el más grande tiene representaciones de los reinos de la Corona Hispánica con una cruz sobre una corona. A su derecha, un escudo con el águila de San Juan, símbolo que fue añadido al escudo de la Corona por Isabel la Católica dada su devoción por San Juan; y a la izquierda, un águila con dos cabezas (el águila bicéfala), símbolo del Imperio.
En la calle de la izquierda aparece una medalla con Carlos V como un emperador romano. A la derecha aparece una representación femenina; tradicionalmente se ha considerado su esposa Isabel de Portugal, pero según un estudio de 2014 sería la representación de la reina Juana I de Castilla, su madre. Encima aparecen diferentes conchas que incluyen retratos de emperadores y generales romanos, modelos para el emperador: Sibila, Trajano, Escipión, Marco Aurelio.
En el tercer cuerpo, en la parte central aparece un papa, quizás el antipapa Benedicto XIII de Aviñón (el Papa Luna) o Martín V, hablando desde su cátedra a seis varones. Esta escena es la que aparece en el escudo de la Universidad de Salamanca. A sus dos lados se representan dos dioses paganos: a la izquierda, Hércules (alusión a sus trabajos como ejemplo del esfuerzo intelectual); a su derecha, Venus, que algunos consideran que representa el vicio, o una alegoría de la pasión por el conocimiento.
Según un estudio publicado por la profesora Alicia M. Canto en 2014, el autor fue Juan de Talavera. Además, habría sido financiada por la reina Juana I de Castilla, que aparecería representada en el segundo cuerpo, afrontada a su hijo Carlos I de España, y no Isabel de Portugal.

## Superstición de la fachada

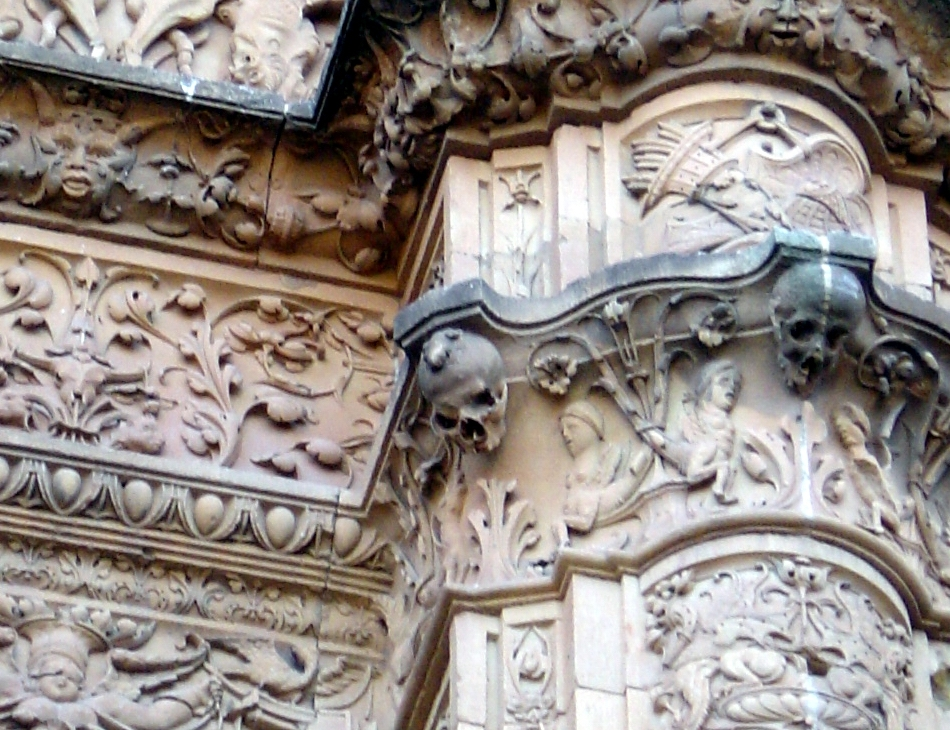
Universidad de Salamanca - La rana

Entre la decoración de la fachada, encima de un cráneo se encuentra una escultura de un sapo (pero confundido comúnmente con una rana). Este símbolo servía como aviso a los estudiantes. Se utilizaba como representación del pecado de lujuria, asociado a la muerte al encontrarse encima de un cráneo. Según la tradición, se dice que su hallazgo en la fachada augura éxito en los estudios.